# Алексеевка (Каланчакская поселковая община)
Алексе́евка (укр. Олексі́ївка) — село в Каланчакской поселковой общине Скадовского района Херсонской области Украины.
Население по переписи 2001 года составляло 558 человек. Почтовый индекс — 75841. Телефонный код — 5530. Код КОАТУУ — 6523281301.

## История
Село Чурюм основано в 1861 г. выходцами из Бессарабии.

## Местный совет
75841, Херсонская обл., Каланчакский р-н, с. Алексеевка, ул. 40-летия Победы, 1